# احمد وفادار

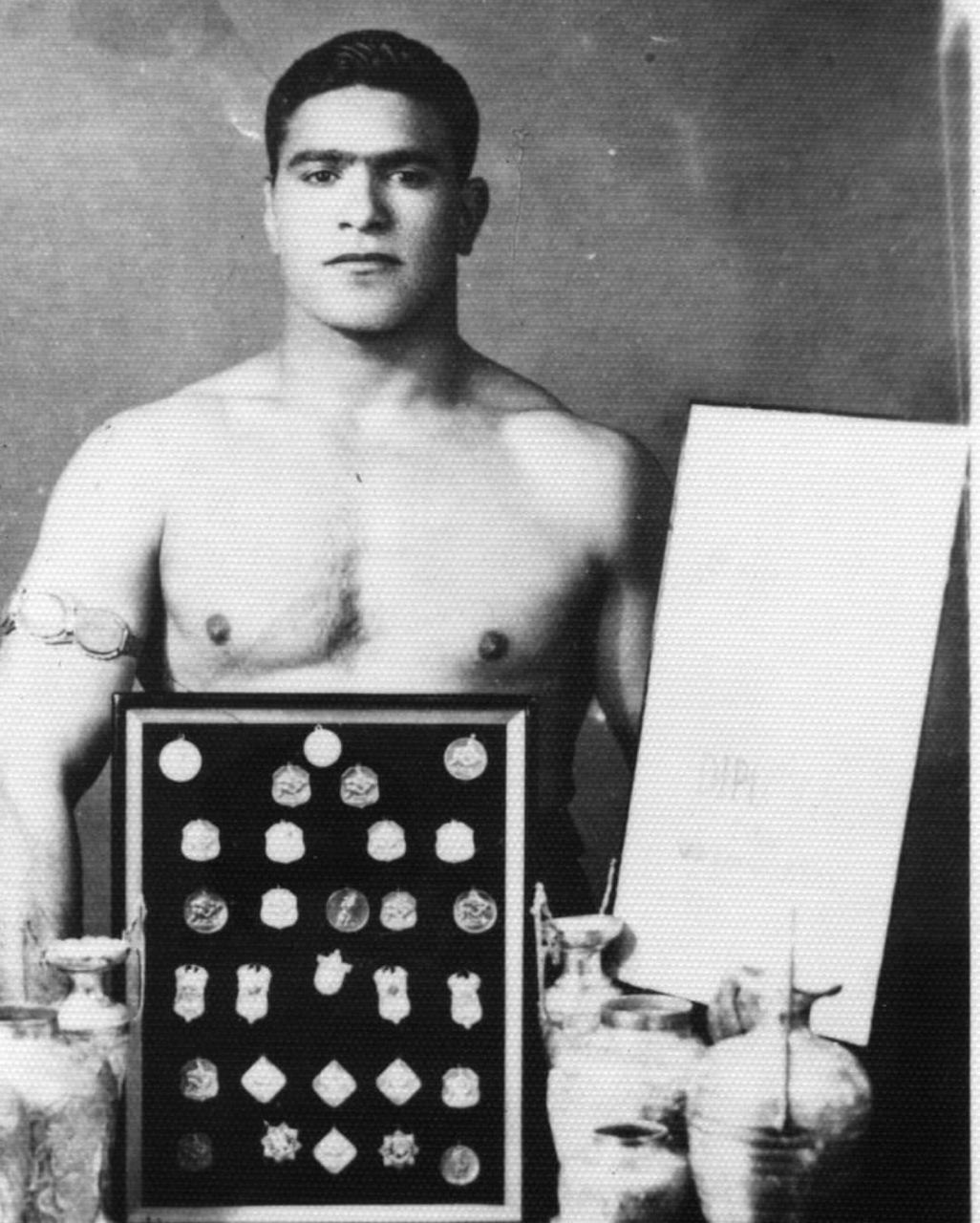
پهلوان احمد وفادار در کنار افتخاراتش

احمد وفادار (زادهٔ ۱۵ خرداد ۱۳۰۶ در داوودلی قوچان، درگذشتهٔ ۴ اسفند ۱۳۸۳ در مشهد)، کشتی‌گیری از خراسان بود که در سال‌های ۱۳۲۹، ۱۳۳۰ و ۱۳۳۱ با شکست رقبای سرسخت خود همانند غلامرضا تختی، عباس زندی و… توانست عنوان پهلوانی کشور را برای سه بار پیاپی کسب کند و صاحب بازوبند پهلوانی ایران شود و لقب پهلوان ابدی ایران را گرفت. در مسابقات جهانی توکیو ۱۹۵۴، ملکهٔ ژاپن به وی لقب قوی‌ترین مرد دنیا را داد. احمد وفادار در مسابقات قهرمانی کشتی جهان ۱۹۵۱ هلسینکی فنلاند، بازی‌های المپیک تابستانی ۱۹۵۲ هلسینکی فنلاند و مسابقات قهرمانی کشتی جهان ۱۹۵۴ توکیو ژاپن، در وزن هشتم عضو تیم ملی کشتی آزاد ایران بود. وی چون کارمند راه‌آهن بود در مسابقات کشتی آزاد راه‌آهن‌های جهان در سال ۱۹۶۷ شرکت کرد و مقام اول را کسب کرد. احمد وفادار از معدود کشتی‌گیرانی است که در کشتی آزاد، کشتی فرنگی و کشتی پهلوانی صاحب مدال طلا شده. در سال ۱۳۷۳ مدال‌ها و بازوبند پهلوانی او که در موزهٔ آستان قدس بود به طرز مشکوکی ناپدید شد. وی صاحب دیپلم افتخار اتحادیهٔ جهانی المپین‌ها است.

## ورزش باستانی
احمد وفادار ورزش باستانی را در اواخر دههٔ ۱۳۲۰ آغاز کرد و با افرادی همچون غلامرضا تختی، شعبان جعفری، محمدمهدی یعقوبی، یعقوبعلی شورورزی، محمد خادم و حمید توکل همدوره بود و با آن‌ها ورزش می‌کرد. وی تا قبل از دوران بیماری این ورزش را ادامه می‌داد. قبل از اینکه حکم زنگ از در برای پیشکسوتان نیز صادر شود این حکم فقط متعلق به صاحبان بازوبند پهلوانی بوده که تعداد آنها در ایران انگشتشمار بود از جمله احمد وفادار که به علت داشتن بازوبند پهلوانی ایران‌زمین به هنگام ورود از در زورخانه مرشد برای او ضرب و زنگ می‌زد. از احمد وفادار به عنوان یکی از شاخص‌ترین باستانی‌کاران خراسان و ایران یاد می‌شود.

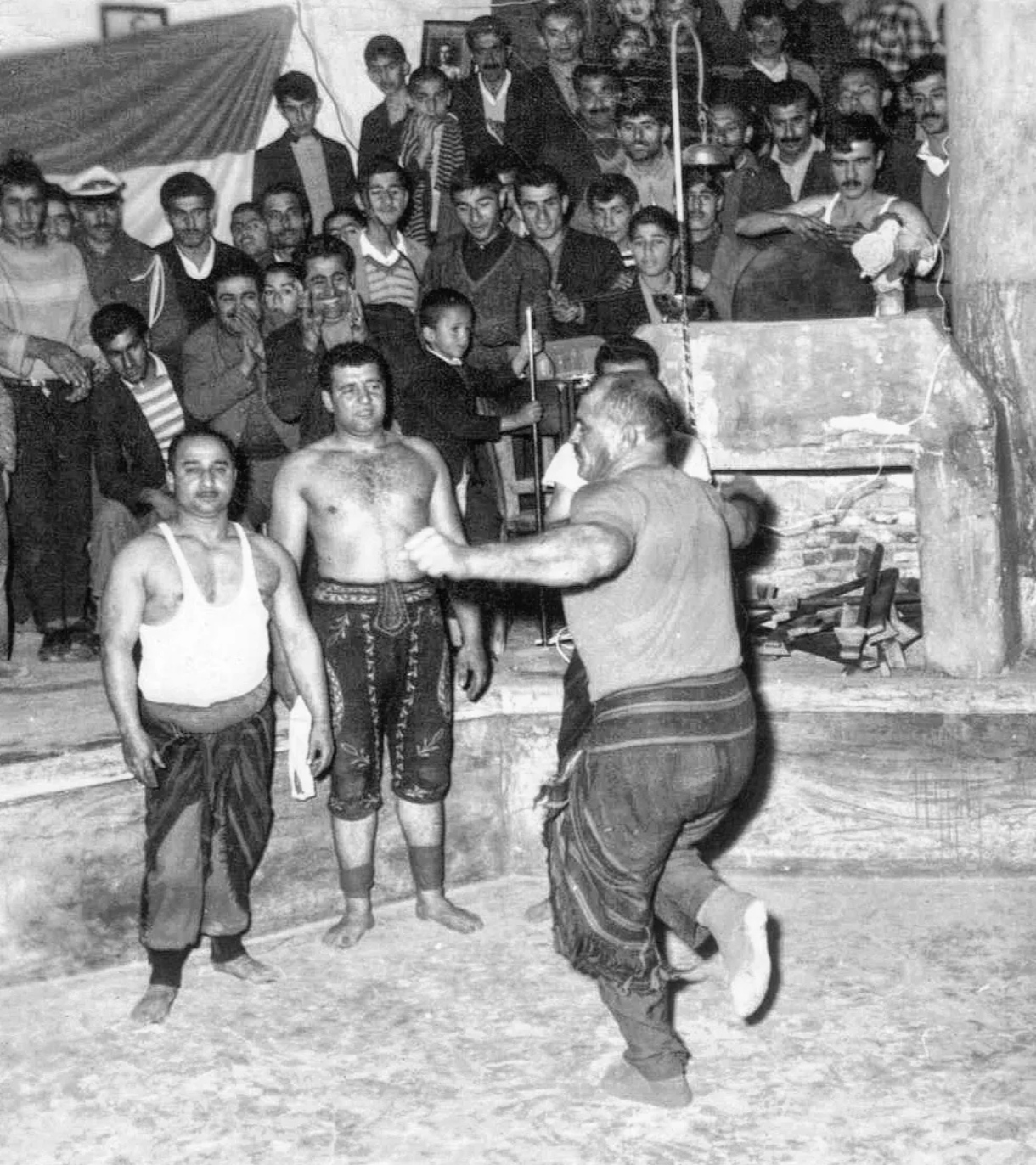
احمد وفادار در حال انجام چرخ باستانی در زورخانه

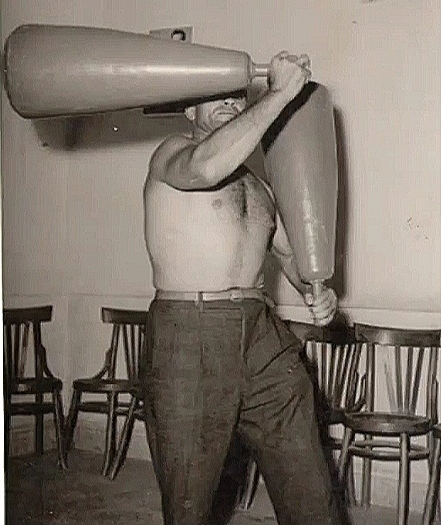
میل‌گیری پهلوان احمد وفادار، دههٔ ۱۳۳۰

## دوران کودکی و نوجوانی
در شناسنامهٔ احمد وفادار تاریخ تولد روز ۱۵ خرداد ۱۳۰۶ ثبت شده است اما وی حداقل ۲ سال بزرگ‌تر از سنی بود که در شناسنامه‌اش قید شده بود. احمد در خانواده‌ای از عشایر خراسان چشم به جهان گشود و در ایام کودکی پدرش (علی) را از دست داد. مادرش (زینب) که اهل نوخندان بود، پس از چند ماه اقامت در روستا ناچار شد فرزندانش را به نوخندان ببرد. وقتی پس از ماه‌ها سکونت در نوخندان به فکر صدور شناسنامه برای فرزندانش افتاد، نمی‌دانست که چه فامیلی را درنظر بگیرد. کارمند ادارهٔ ثبت احوال که در جریان فداکاری و وفاداری زینب قرار داشت، با هماهنگی زینب فامیل «وفادار» را انتخاب و ثبت کرد.

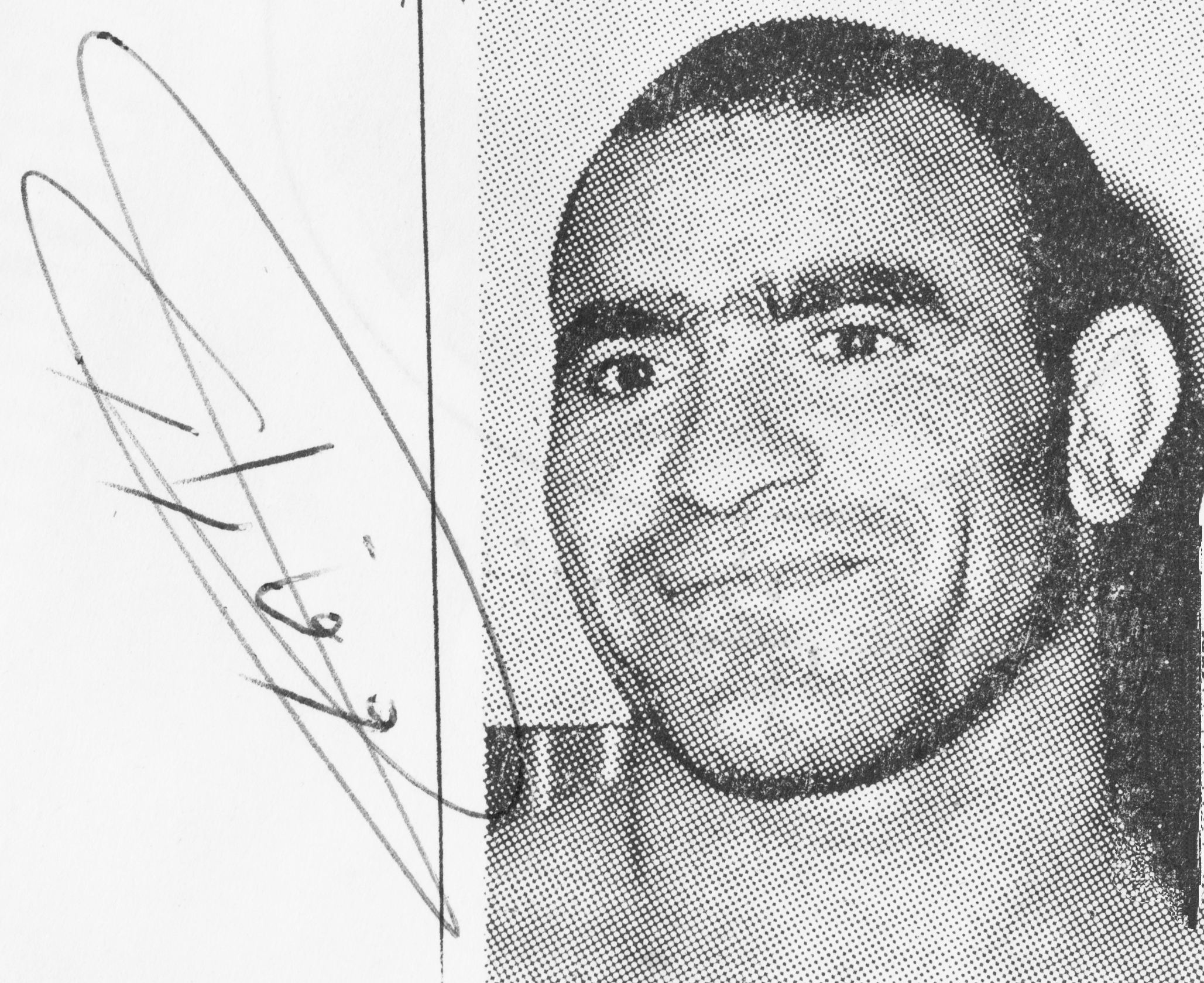
احمد فوادار

احمد وفادار مانند اکثر نوجوانان مناطق شمالی خراسان از سن هشت – نه سالگی به کشتی چوخه‌ای روی آورد و در زمین خاکی زورآزمایی کرد. او پس از مدتی در میدان‌های کشتی حاضر و با حریفان خود در درگز مبارزه کرد و با پهلوان علی مشایخی کشتی گرفت و بر او غلبه کرد و از آن تاریخ به بعد در کشتی چوخه مطرح گردید.
در سال‌های ۱۳۲۷ و ۱۳۲۸ جهت خدمت سربازی به مشهد اعزام شد و در سربازخانه بین کشتی‌گیران چوخه درخشید. چون پهلوان ابوالقاسم سخدری که مسئولیت ورزش لشکر را عهده‌دار بود متوجه حضور سربازی بسیار قوی و آشنا به فنون کشتی چوخه که بر تمام حریفان خود غلبه نموده بود، شد. او را به سالن کشتی آزاد برده و با فنون کشتی آزاد و فرنگی آشنا کرد و مرتب با او به تمرین کشتی ادامه داد و متوجه شد که وفادار بسیار قوی و شجاع است.

## ورود به تیم ملی کشتی ایران
پهلوان اولی ایران
سال ۱۳۲۹ در مسابقه‌های پهلوانی کشور شرکت نمود. در آن زمان بازوبند پهلوانی نزد پهلوان عباس زندی بود. وفادار توانست با غلبه بر عباس زندی موفق به کسب بازوبند پهلوانی سال ۱۳۲۹ شود.

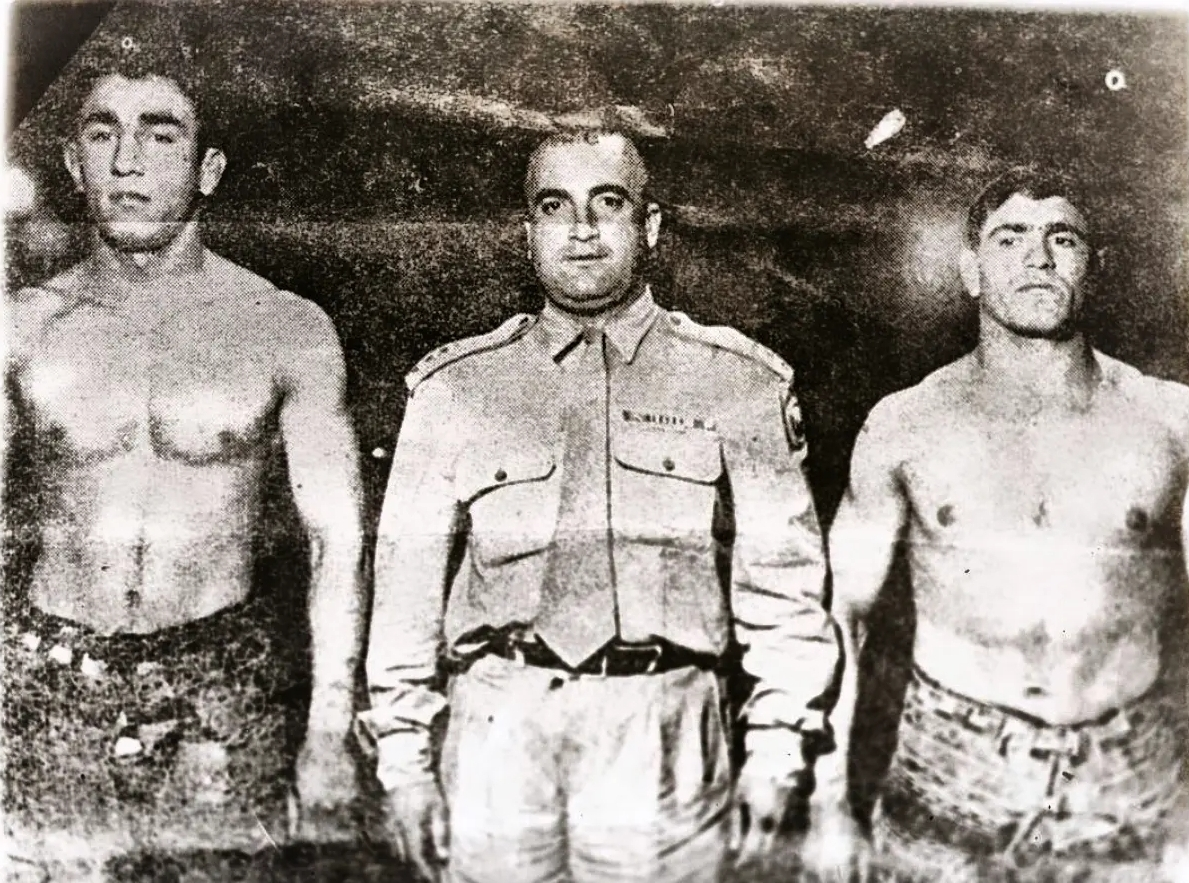
کشتی فینال پهلوانی پایتخت ۱۳۲۹

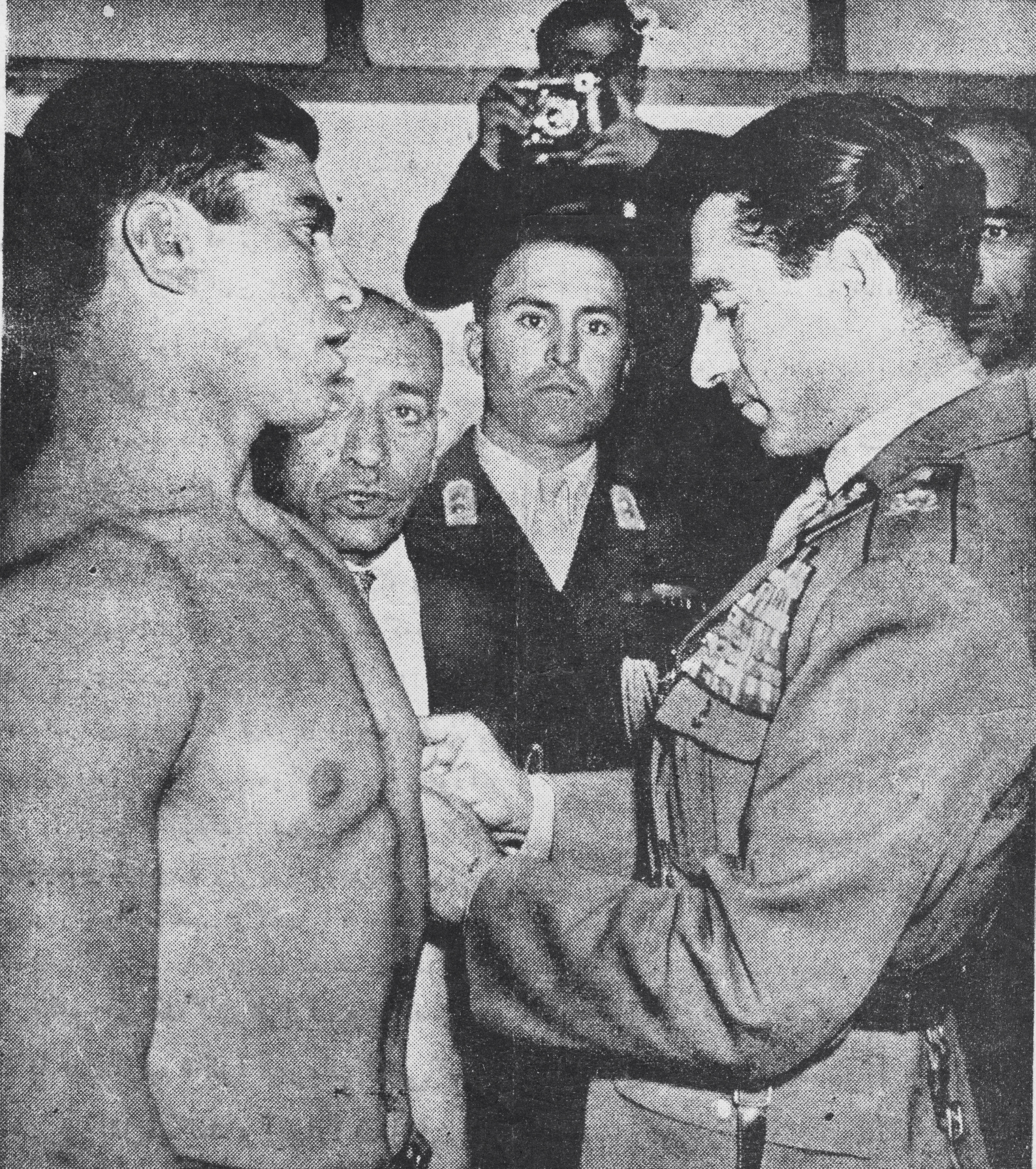
محمدرضا پهلوی در حال بستن بازوبند پهلوانی به بازوی احمد وفادار ۱۳۲۹

وفادار در سال ۱۳۳۰ با حسن حجازی ملقب به حسن کوره‌پز کشتی گرفت و پس از ۱۵ دقیقه از مسابقه حسن کوره‌پز مسابقه را به او واگذار می‌کند و وفادار برای سال دوم موفق به کسب بازوبند پهلوانی می‌شود.

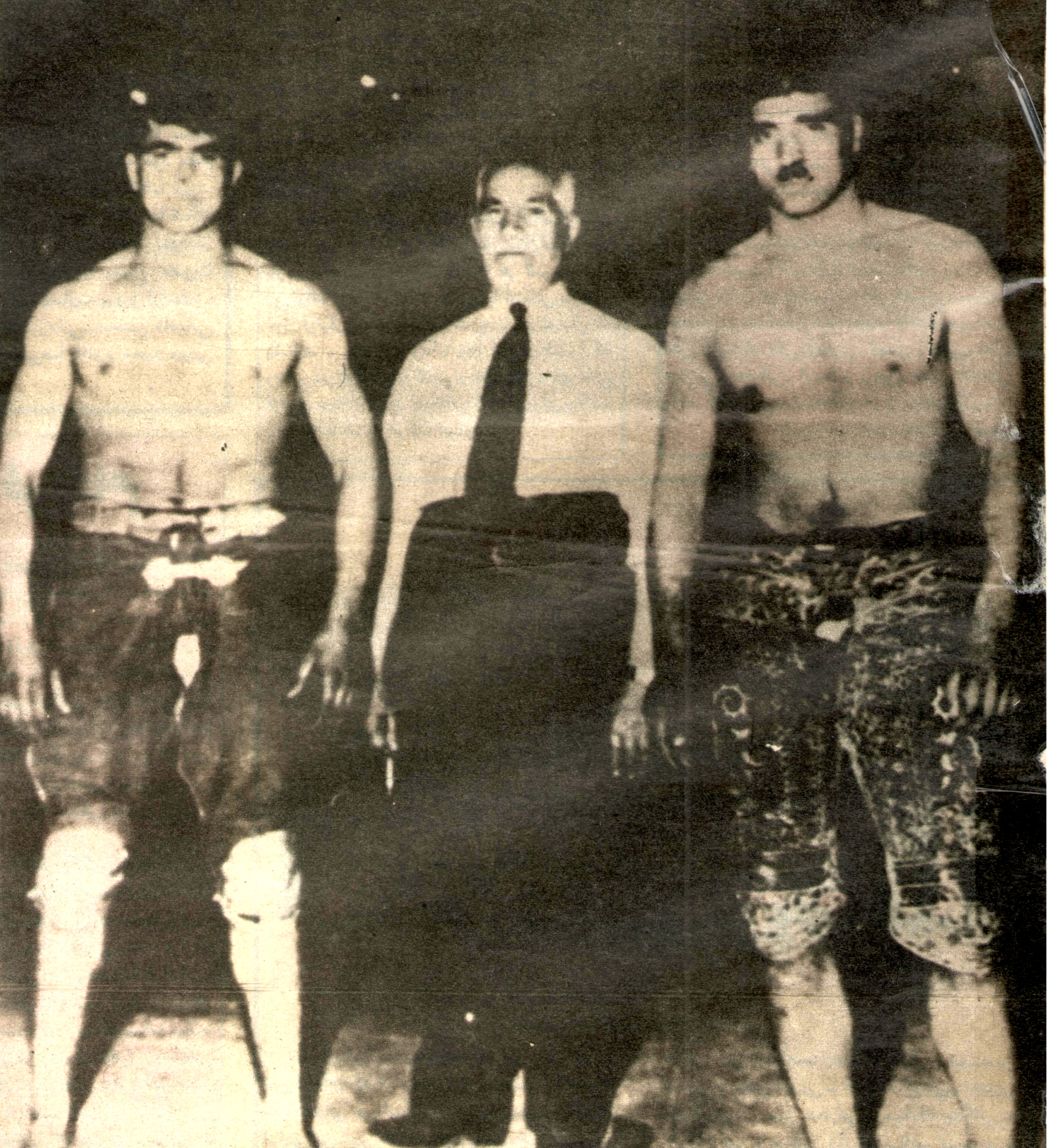
کشتی فینال پهلوانی پایتخت ۱۳۳۰

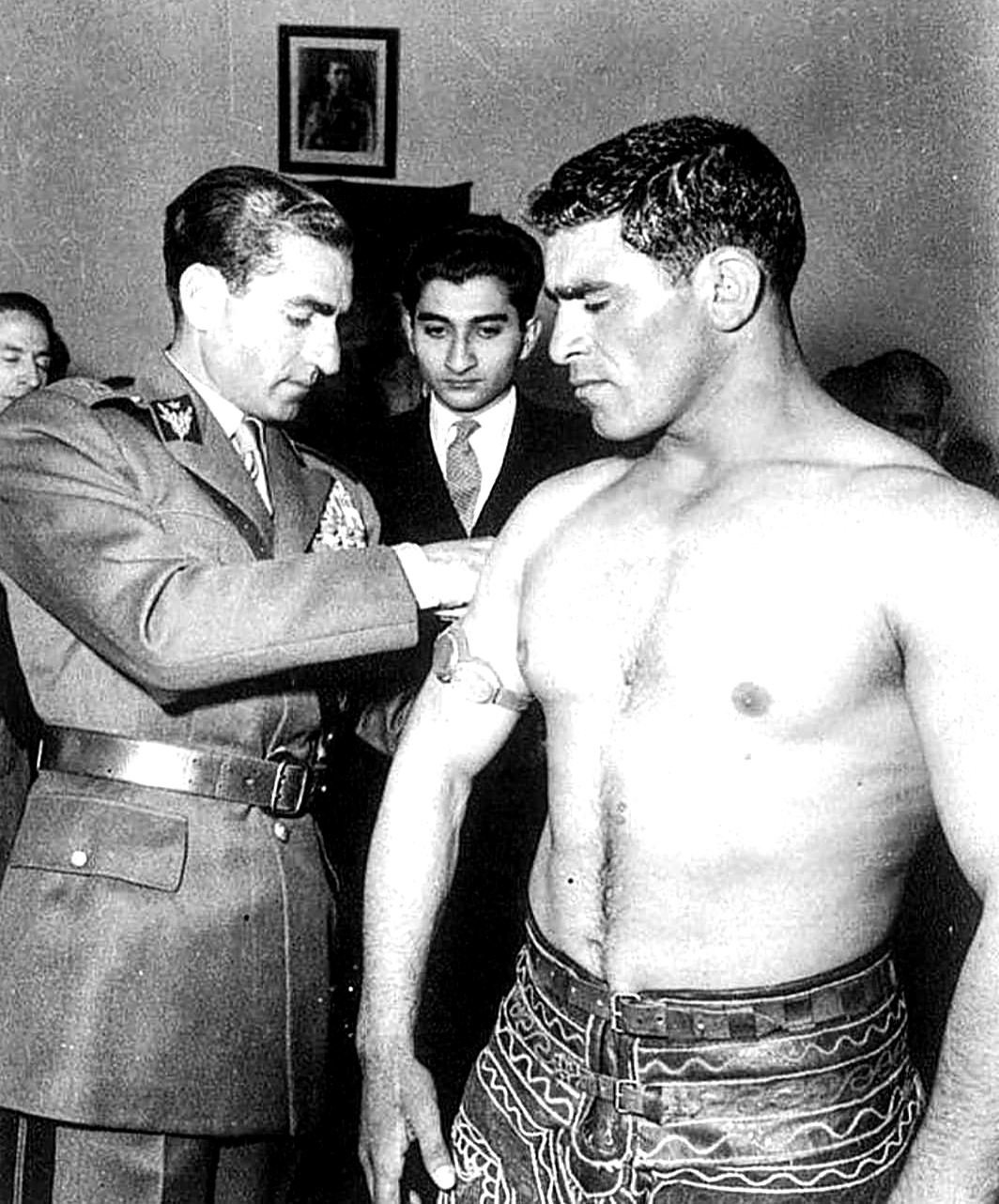
محمدرضا پهلوی در حال بستن بازوبند پهلوانی به بازوی احمد وفادار ۱۳۳۰

در سال ۱۳۳۱ تمام پهلوانان تصمیم می‌گیرند که بازوبند را از وفادار بگیرند و نگذارند که سه ساله شود و تمام دست‌اندرکاران فدراسیون کشتی از غلامرضا تختی می‌خواهند که در این مسابقه شرکت نماید که وی قبول نکرده و می‌گوید که «من با وفادار دوستی و رفاقت بسیار نزدیکی دارم». ولی دوستان از او می‌خواهند کشتی بگیرد. احمد وفادار متوجه می‌شود که غلامرضا تختی هم در این مسابقه شرکت خواهد کرد. دیدار تختی و وفادار در مدرسهٔ دارالفنون تهران برگزار شد و همهٔ جمعیت منتظر تماشای کشتی دو پهلوانی بودند که روی تشک رفته بودند. گل کشتی را آقای جعفر شیرخدا خواند و همه جمعیت فکر می‌کردند که تختی برندهٔ مسابقه خواهد شد اما وفادار که به کشتی پهلوانی و چوخه تسلط کامل داشت با فن کنده بر حریف غلبه نمود و تختی را ضربه فنی نمود و برای همیشه صاحب بازوبند شد. پس از اتمام این مسابقه، دوست‌داران غلامرضا تختی نگذاشتند که هیچ عکسی از آن مسابقه منتشر شود. از آن تاریخ به بعد پهلوان وفادار عضو تیم ملی شده و در مسابقات جهانی و المپیک شرکت کرد.

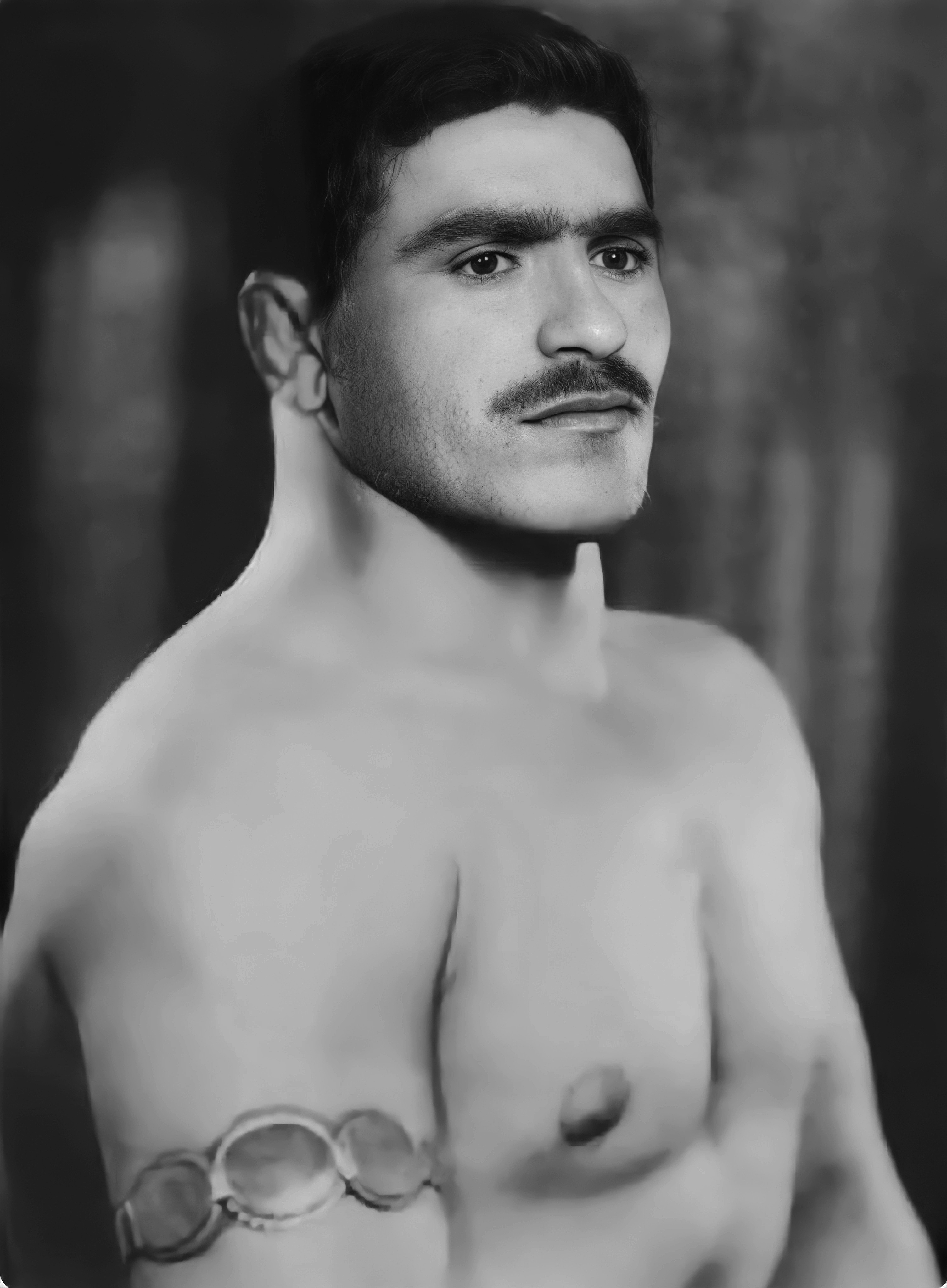
پهلوان احمد وفادار، دارندهٔ سه عنوان پهلوانی (۱۳۲۹-۱۳۳۱) با لقب «پهلوان ابدی ایران»

اولین کسی که توانست سه سال پیاپی (۱۳۲۹،۱۳۳۰، و ۱۳۳۱) عنوان پهلوانی پایتخت را کسب کند پهلوان احمد وفادار بود
قهرمانی کشتی جهان ۱۹۵۱ 
وی در مسابقات جهانی هلسینکی ۱۹۵۱ نیز شرکت داشت و از قسمت زانو دچار مصدومیت شد و با این حال به مرحلهٔ انتخابی رفت و با زانوی مصدوم، پهلوان حسن حجازی، پهلوان معصومی و پهلوان تیموری را شکست داد و راهی هلسینکی شد و با همان زانو، محرم جانداش قهرمان سنگین‌وزن جهان از ترکیه را شکست داد. سپس با آرسن مکوکیشویلی ۱۶۰ کیلوگرمی که ۷۰ کیلوگرم از وی سنگین‌تر بود کشتی گرفت و مساوی شدند و داوران یک چراغ به آرسن مکوکیشویلی دادند. در نتیجه مکوکیشویلی با دو چراغ بر وفادار که دارای یک چراغ بود پیروز شد. پس از اتمام مسابقه خبرنگاران فنلاندی به دور وفادار ریختند و دور سینه و کمر وی را اندازه گرفتند و به وی لقب کوه عضله را دادند که تیتر روزنامه‌ها شد
المپیک تابستانی ۱۹۵۲ 

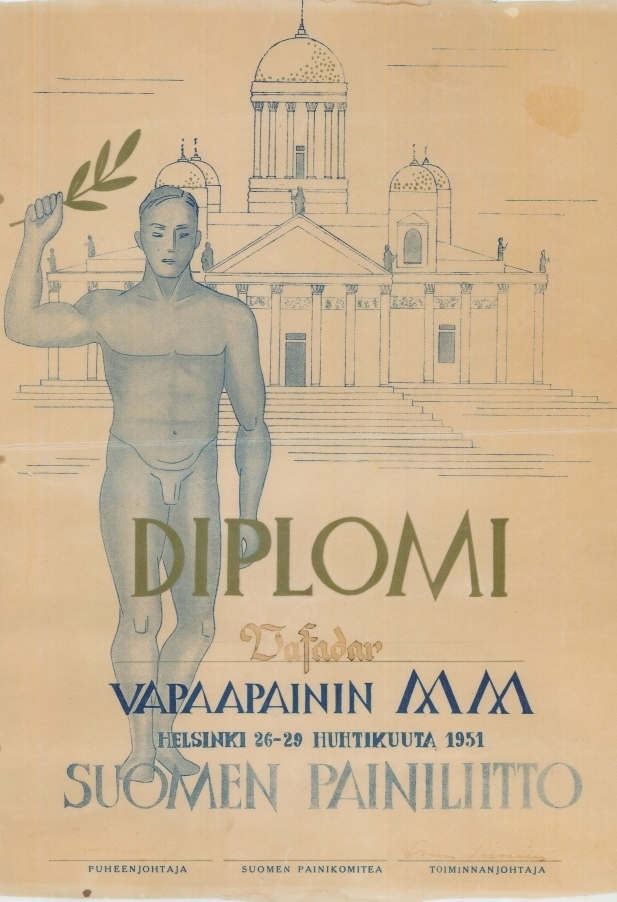
لوح شرکت در مسابقات جهانی کشتی آزاد ۱۹۵۱

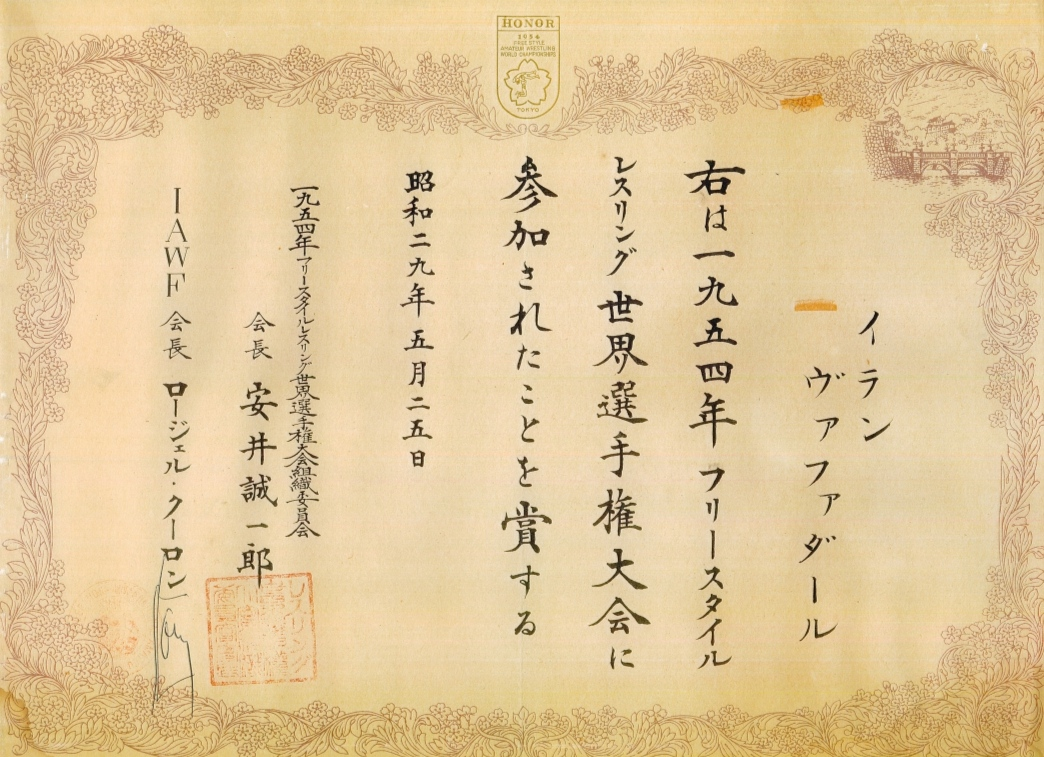
لوح تقدیر ملکهٔ ژاپن

وفادار در بازی‌های المپیک تابستانی ۱۹۵۲ در وزن +۸۷ شرکت کرد. او در مرحلهٔ اول مقابل تایستو کانگاسنیمی فنلاندی با ضربه فنی شکست خورد. در مرحلهٔ دوم نیز با شکست در مقابل عرفان آتان کشتی‌گیر اهل ترکیه از دور مسابقات خارج شد.
قهرمانی کشتی جهان ۱۹۵۴

در مسابقات جهانی توکیو ژاپن ۱۹۵۴ حریفان خود را شکست داد تا اینکه دوباره به آرسن مکوکیشویلی برخورد. آن‌ها  این بار نیز مساوی شدند اما داوران مکوکیشویلی را برنده اعلام کردند. وفادار نیز اعتراض کرد ولی پاسخی نگرفت، ملکهٔ ژاپن از قضیه مطلع شد و دستور داد عکس وی را درون بشقاب‌های چینی چاپ کنند و به وی لوح تقدیر و لقب «قوی‌ترین مرد دنیا» را داد.
بازی‌های المپیک تابستانی ۱۹۵۶
احمد وفادار به المپیک ملبورن ۱۹۵۶ دعوت شده بود، که به علت پیش آمدن مشکلاتی موفق به شرکت در آن نشد و به جای وی حسین نوری (کشتی‌گیر آزادکار) به المپیک اعزام شد. آرسن مکوکیشویلی که در سه سال حضور احمد وفادار در مسابقات جهانی و المپیک مانع از مدال گرفتن او شد در این دوره از بازی‌های المپیک حضور نداشت و احتمال گرفتن مدال المپیک توسط احمد وفادار زیاد بود.
قهرمانی راه‌آهن‌های جهان ۱۹۶۶

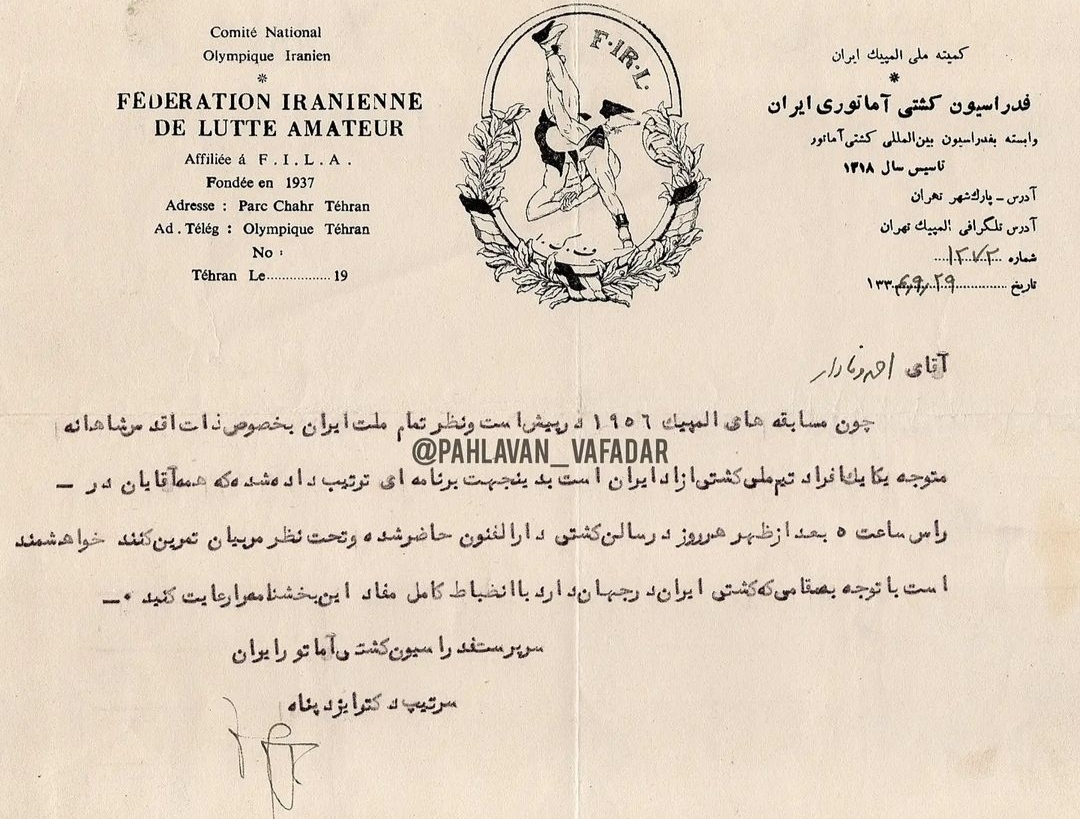
دعوتنامهٔ المپیک ملبورن ۱۹۵۶

احمد وفادار به علت اینکه کارمند راه‌آهن خراسان بود به مسابقات کشتی راه‌آهن‌های جهان اعزام شد. مسابقات در سال ۱۹۶۶ در هلسینکی فنلاند برگزار می‌شد و احمد وفادار موفق به کسب مقام اول جهان شد.

## خصلت‌های پهلوانی
احمد وفادار منش پهلوانی داشت، به کوچک و بزرگ احترام می‌گذاشت، برای آزادی زندانیان بدون عمد از دهه ۴۰ تا اواخر دهه ۷۰ فعالیت می‌کرد، در خانه اش به روی افراد نیازمند و گرفتار باز بود، برای افراد بیکار شغل پیدا می‌کرد و… به همین دلیل او را پهلوان احمد وفادار صدا می‌کنند.
بعد از مسابقات جهانی توکیو ژاپن ۱۹۵۴ تیم ملی کشتی ایران به نزد محمدرضا شاه برده شدند تا هر درخواستی از وی داشتند برایشان انجام دهد. وقتی شاه از احمد وفادار پرسید چی می‌خواهی وی در جواب گفت: سلامتی و هیچ چیز از شاه درخواست نکرد.
همچنین بعد از انقلاب به وی زمینی چند هزار متری به عنوان هدیه داده شد که همه آن را به کشتی گیران تیم خراسان که وضعیت خوبی نداشتند بخشید و برای خود هیچ چیزی باقی نگذاشت.

## دزدیده شدن مدال و جام‌ها
«یا امام‌رضا، اگر در این مسابقه بر تختی غلبه کنم مدال‌ها و بازوبند پهلوانی‌ام را به تو اهدا می‌کنم». این جمله پهلوانی از پهلوانان ایران است که شاید کمتر ورزش‌دوستی شنیده باشد. احمد وفادار در سال ۱۳۳۱ در مسابقه نهایی کشتی پهلوانی در تهران مقابل جهان‌پهلوان تختی قرار گرفت. این پهلوان مشهدی در تهران غریب و دل‌شکسته بود که از امام‌هشتم درخواست کمک کرد و از معدود افرادی شد که در مقابل جهان پهلوان تختی به پیروزی رسید. با برد آن مسابقه پهلوان وفادار صاحب بازوبند پهلوانی شد و در سال ۱۳۳۷ به عهد خود وفا کرد؛ مدال‌ها و بازوبند خود را به موزه آستان قدس رضوی بخشید.
بعد از انقلاب از صدا و سیما برای فیلم‌برداری به خانه ما آمده بودند و خواستند تا عکس شاه که بازوبند را به دست پدرم می‌بست از روی دیوار برداشته شود. پدر من به این جریان واکنش نشان داد و قبول نکرد. او گفت «این عکس افتخار من است که آن زمان شاه مملکت بازوبندی به دست من بسته است». آنها با قهر خارج شدند و فیلم‌برداری هم نکردند. از همان زمان این بحث مطرح شد که پدر من شاه‌دوست است. بعد گفتند حالا که او شاه دوست است چرا باید او را مطرح کنیم.
وی افزود: شش هفت ماه بعد از آن ماجرا در سال ۱۳۷۳گروهی از آستان قدس به خانواده ما آمدند و خبر دزدیده شدن مدال‌ها و بازوبند را به پدرم دادند. آنها پرونده‌ای با چند عکس به پدرم نشان دادند که نشان می‌داد ویترین‌ها شکسته و مدال‌ها به سرقت رفته است. بازوبند، چهل و پنج مدال، دو جام و یک بشقاب که ملکه ژاپن دستور داده بود تا عکس پدرم روی آن چاپ شود و تمام زندگی ورزشی پدرم از دست رفته بود.
این سرقت در حالی اتفاق می‌افتاد که اشیائی با ارزش مالی بالاتر از مدال‌ها و بازوبند احمد وفادار در آن موزه قرار داشت. پدرم در جواب گفت: «من را بچه فرض کردید؟ در موزه‌ای که پرنده نمی‌تواند پرواز کند مدال‌های من به سرقت رفته است؟». او سپس گفت که مدال‌ها دیگر به او تعلق ندارند و او آنها را به امام رضا هدیه داده است و حالا هم به هیچ‌کسی مظنون نیست. حتی این اتهام را وارد کردند که برادران من یعنی فرزندان پهلوان این مدال‌ها را سرقت کرده‌اند که پدرم بسیار ناراحت شد.

## زندگی شخصی
احمد وفادار دارای ۳ فرزند دختر و ۵ پسر بود.

## نگارخانه

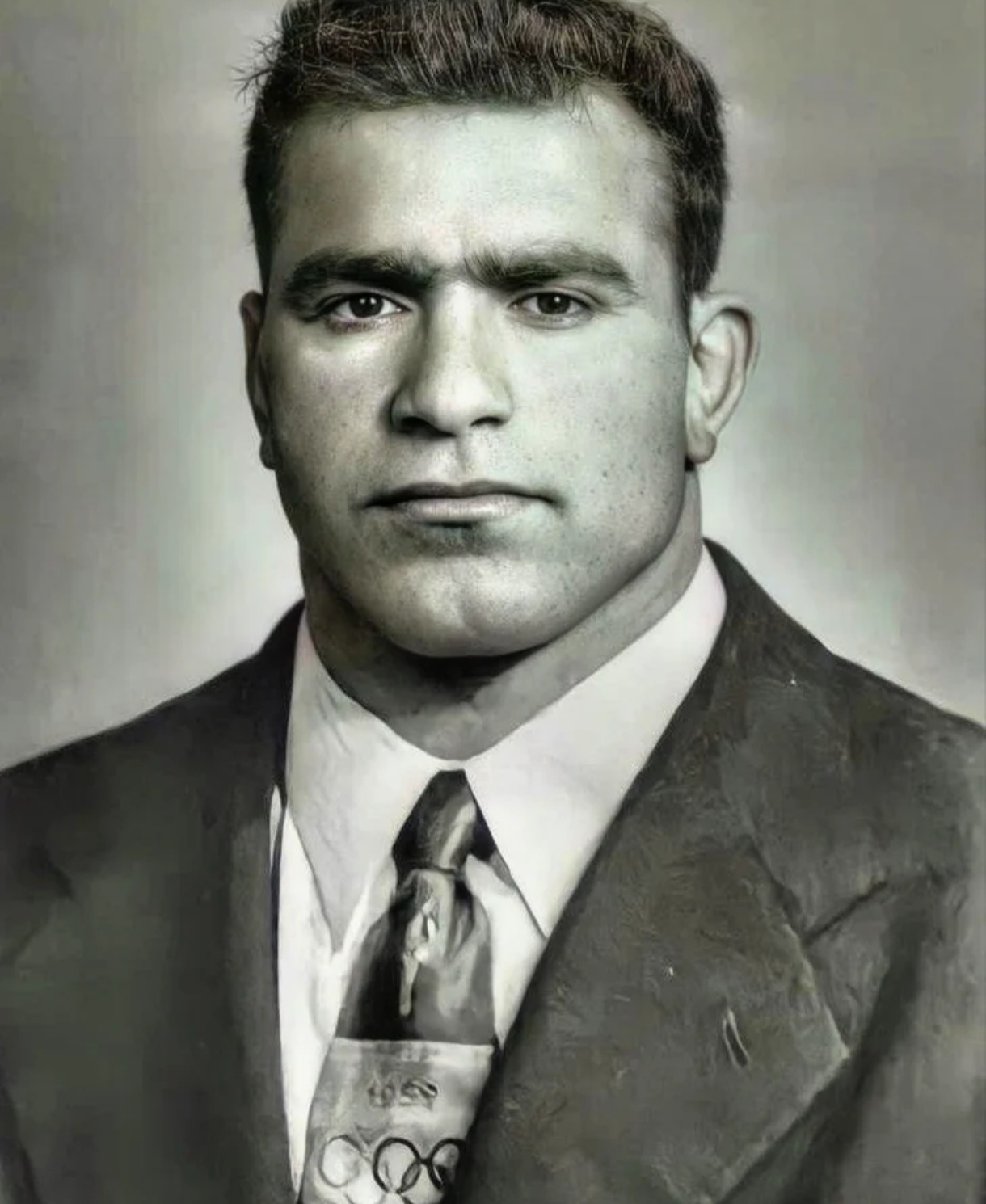
احمد وفادار دههٔ ۱۳۳۰

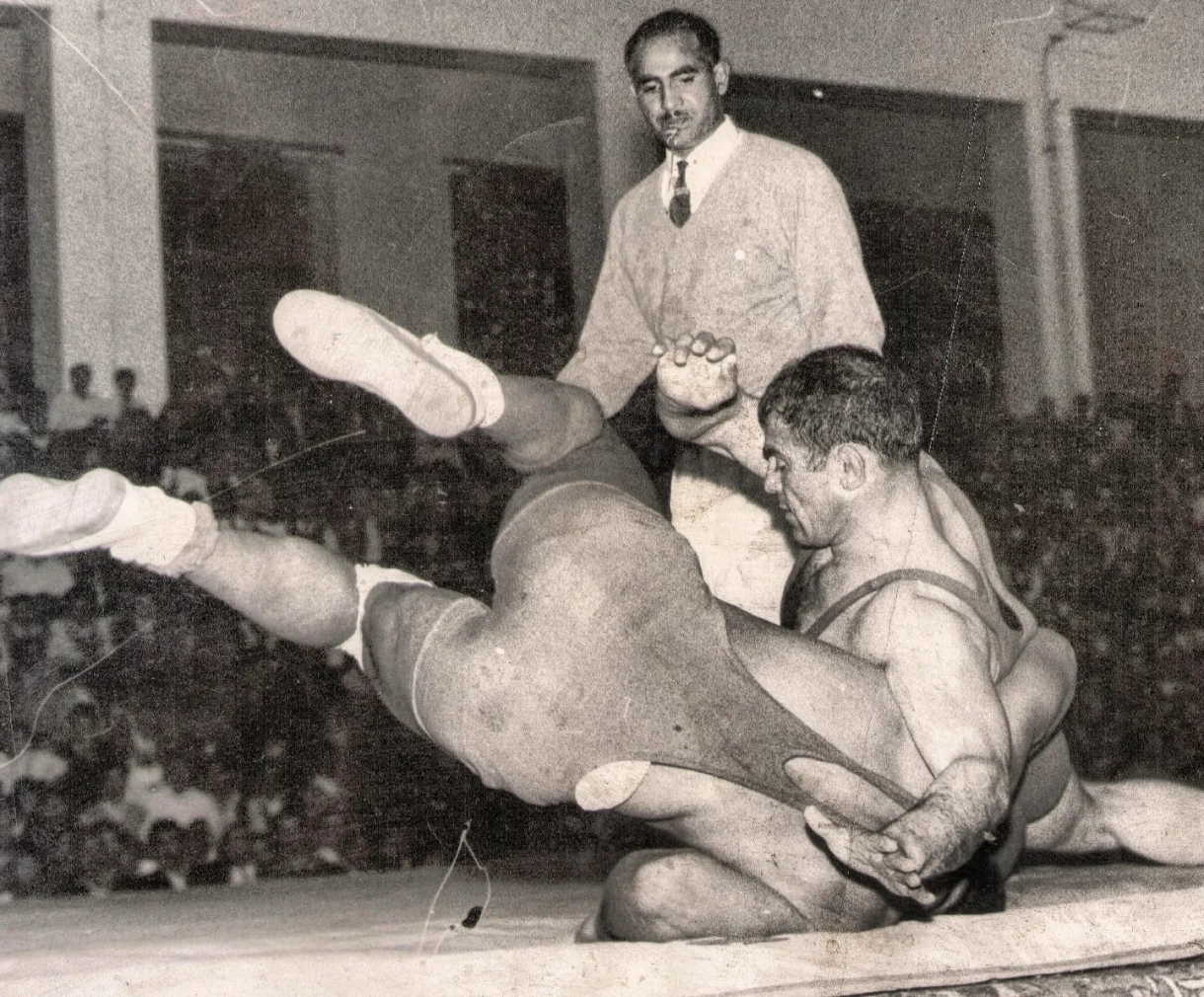
احمد وفادار در حال اجرای فن کنده بر روی حریف ترک

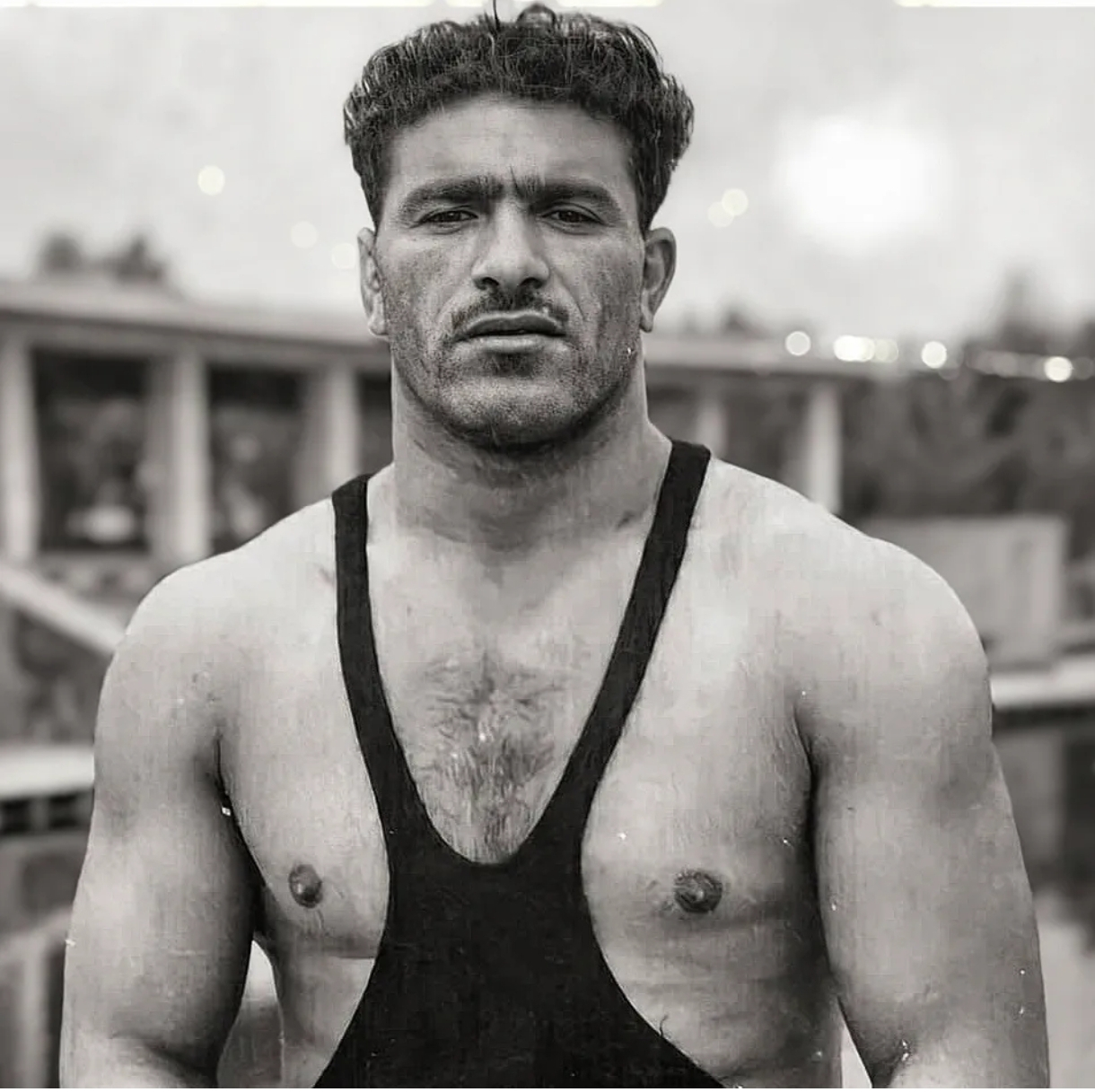
احمد وفادار در دروان حضورش در تیم ملی کشتی ایران

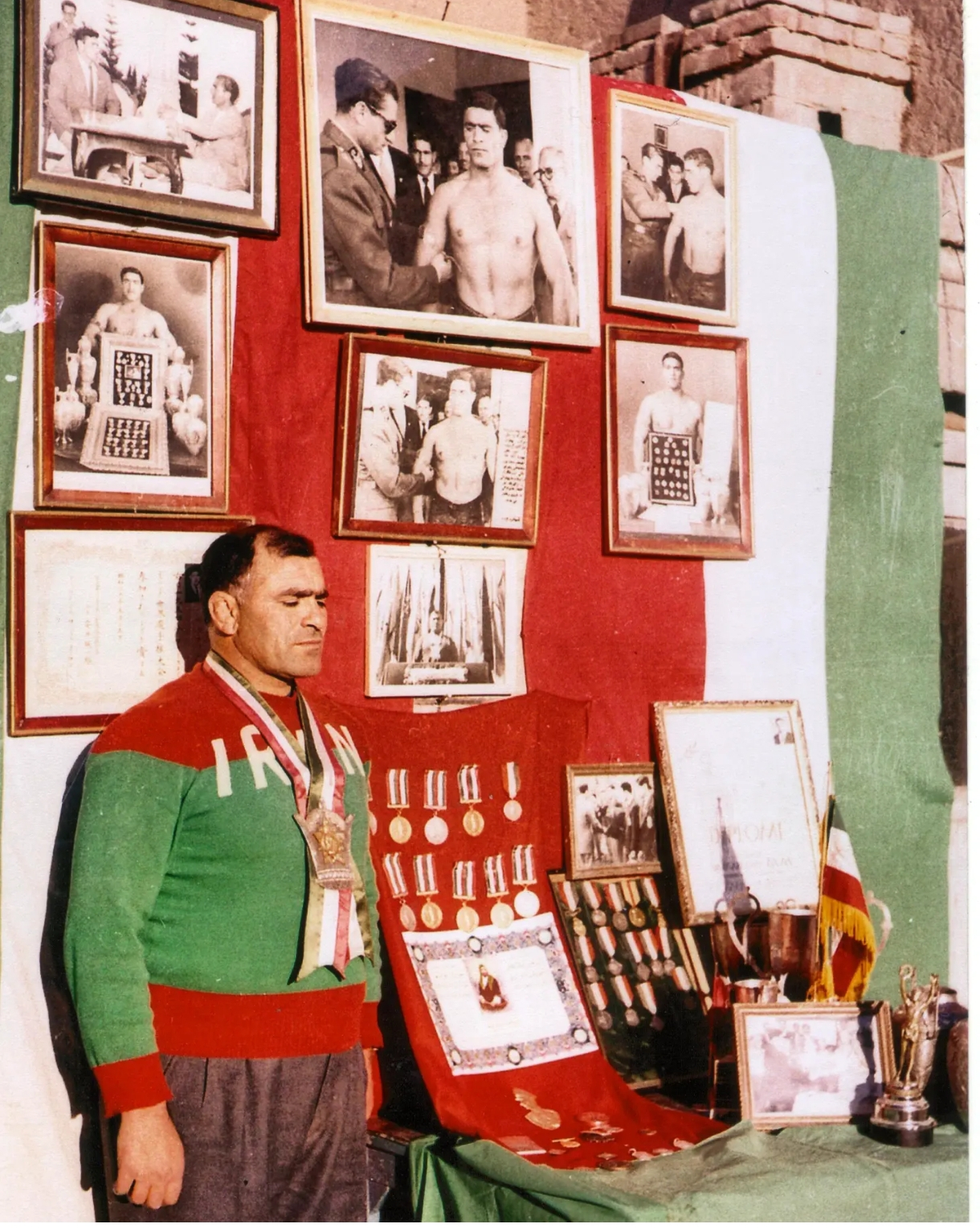
احمد وفادار در کنار افتخاراتش، دههٔ ۱۳۴۰

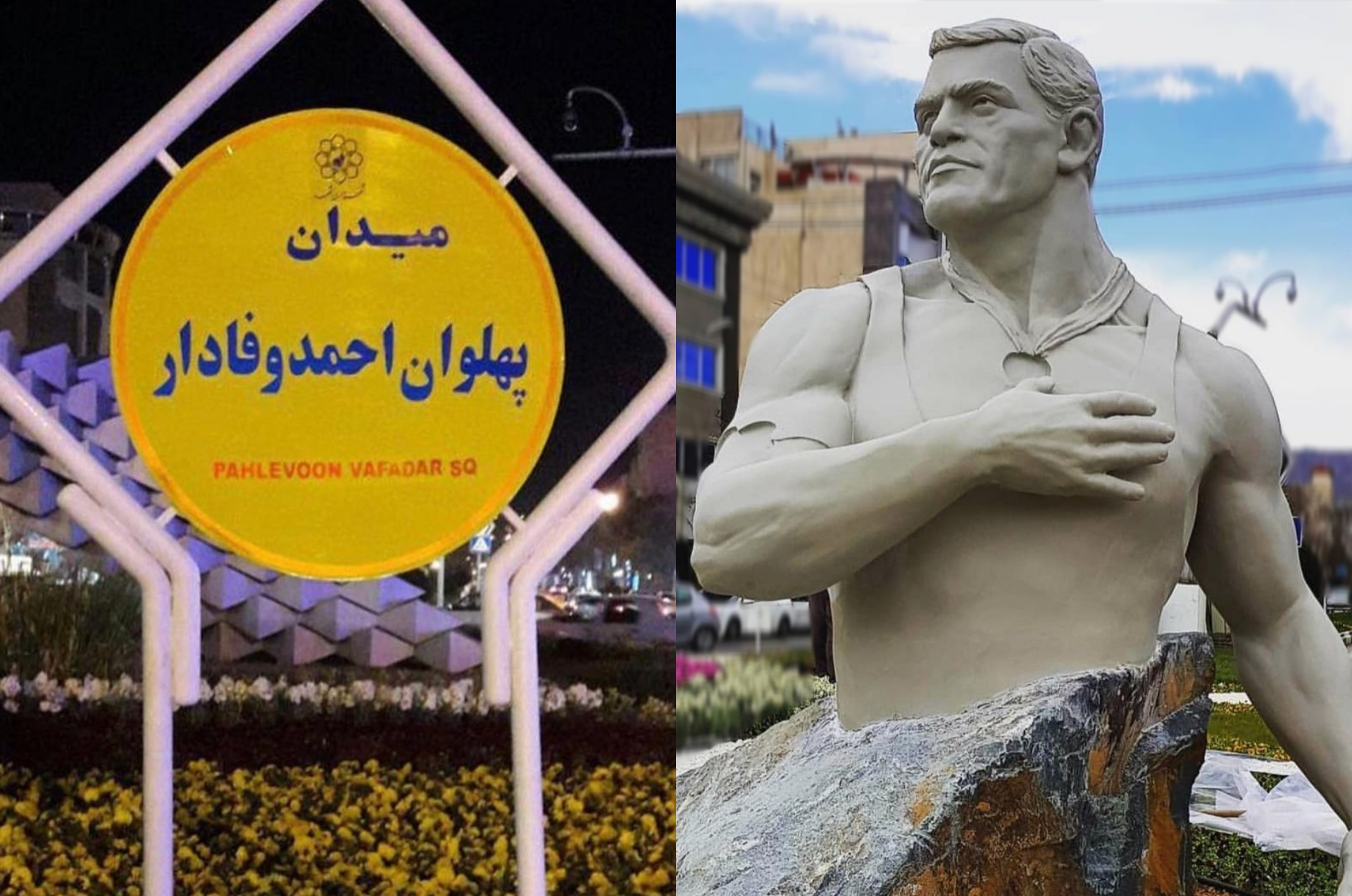
میدان پهلوان احمد وفادار در بلوار هاشمیه مشهد